# ANSI C
ANSI C е стандарт на езика за програмиране C (език за програмиране). Разработчиците на софтуер са насърчени да спазват изискванията в документа. Първият стандарт на С е публикуван от Американския национален институт по стандартизация (ANSI). Въпреки че този документ впоследствие е възприет от Международната организация по стандартизация (ISO) и последващите ревизии са публикувани от ISO, по-широко разпространено е името ANSI C, вместо ISO C. Някои софтуерни разработчици използват термина ISO C, докато други използват алтернативния вариант Standard C.